# 卢杰克·马采拉
卢杰克·马采拉（捷克語：Luděk Macela，1950年10月3日—2016年6月16日），捷克男子足球运动员。他曾代表捷克斯洛伐克国奥队参加1980年夏季奥林匹克运动会足球比赛，获得一枚金牌。